# Blake Hawksworth
Pour les articles homonymes, voir Hawksworth.
Blake Edward Hawksworth (né le 1er mars 1983 à North Vancouver, Colombie-Britannique, Canada) est un lanceur de relève droitier au baseball. Il a fait ses débuts dans les Ligues majeures au cours de la saison 2009 avec les Cardinals de Saint-Louis et a joué avec les Dodgers de Los Angeles en 2011.

## Carrière

### Cardinals de Saint-Louis

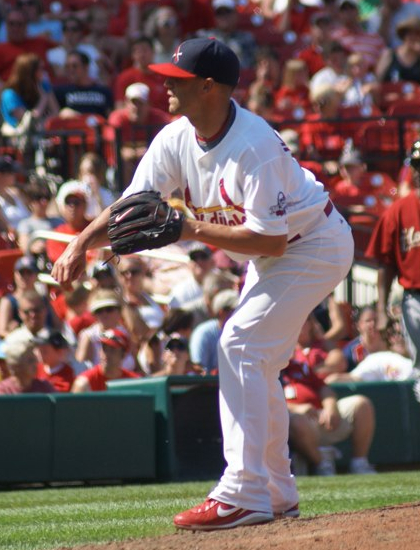
Hawksworth avec les Cardinals.

Blake Hawksworth est drafté en 28e ronde par les Cardinals de Saint-Louis en 2001. Il est lanceur partant au cours des huit saisons où il évolue en ligues mineures dans l'organisation des Cardinals.
C'est en tant que lanceur de relève qu'il fait ses débuts dans les majeures avec Saint-Louis le 6 juin 2009. Il remporte sa première décision dans les grandes ligues le 29 juin contre les Dodgers de Los Angeles. Il effectue 30 sorties en relève avec les Cards en 2009, remportant ses quatre décisions. Sa moyenne de points mérités n'est que de 2,03 en 40 manches lancées et il totalise 20 retraits sur des prises.
Il commence la saison 2010 dans les majeures avec les Cardinals. Le 25 septembre, il est atteint au visage par une balle frappée en flèche par Sam Fuld des Cubs de Chicago lors d'un match à Wrigley Field. Retiré du match et conduit à l'hôpital, Hawksworth obtient son congé le lendemain. La blessure à la bouche et à la lèvre supérieure nécessite 30 points de suture. Il termine la saison avec une fiche victoires-défaites de 4-8 et une moyenne de points mérités de 4,98 en 90 manches et un tiers lancées.

### Dodgers de Los Angeles
Le 30 novembre 2010, Hawksworth est échangé aux Dodgers de Los Angeles en retour du joueur d'avant-champ Ryan Theriot. Il présente une moyenne de points mérités de 4,08 en 59 sorties et relève et 53 manches lancées en 2011, avec 2 victoires et 5 défaites.
Opéré deux fois au bras en début d'année 2012, il amorce la nouvelle saison sur la liste des joueurs blessés.